# 321
Het jaar 321 is het 21e jaar in de 4e eeuw volgens de christelijke jaartelling.

## Gebeurtenissen

### Italië
- 7 maart - Keizer Constantijn de Grote (Constantijn I) laat per decreet de Dies Solis (dag van de zon) de tegenwoordige zondag tot officiële rustdag uitroepen in het West-Romeinse Rijk. In de Codex Justinianus (lib. 3, tit. 12, 3) staat de eerste Zondagswet opgetekend:
  - "Op de Heilige Dag van de Zon dienen magistraten en mensen wonende in de steden te rusten en dienen winkels gesloten te zijn. Op het land echter, mogen personen werkzaam in de landbouw hun werkzaamheden verrichten; omdat het vaak voorkomt dat een andere dag niet geschikt is voor het zaaien van graan of het planten van wijnranken."
- Constantijn I bepaalt dat op 25 december, voorheen de Dies Natalis Solis Invicti (verjaardag van de onoverwinnelijke zon), de geboorte van Jezus zal worden gevierd.

### Balkan
- Constantijn I verslaat de Goten langs de Donaugrens en laat de door oorlogsgeweld beschadigde Brug van Trajanus repareren. Tevens leidt hij een strafexpeditie naar Dacia en sluit een vredesverdrag met de Oost-Germaanse volkeren op de Balkan.

### Europa
- De eerste Joden vestigen zich als kooplieden en handelaren in Colonia Claudia Ara Agrippinensium (huidige Keulen).

## Geboren
- Valentinianus I, keizer van het Romeinse Rijk (overleden 375)